# فائوستو پاری
فائوستو پاری (انگلیسی: Fausto Pari؛ زادهٔ ۱۵ سپتامبر ۱۹۶۲) بازیکن فوتبال اهل ایتالیا است.
از باشگاه‌هایی که در آن بازی کرده‌است می‌توان به باشگاه فوتبال اینتر میلان، باشگاه فوتبال مودنا، باشگاه فوتبال پارما، باشگاه فوتبال پیاچنزا، باشگاه فوتبال سمپدوریا، باشگاه فوتبال ناپولی، و باشگاه فوتبال اسپال اشاره کرد.